# Ernst Russ Reederei

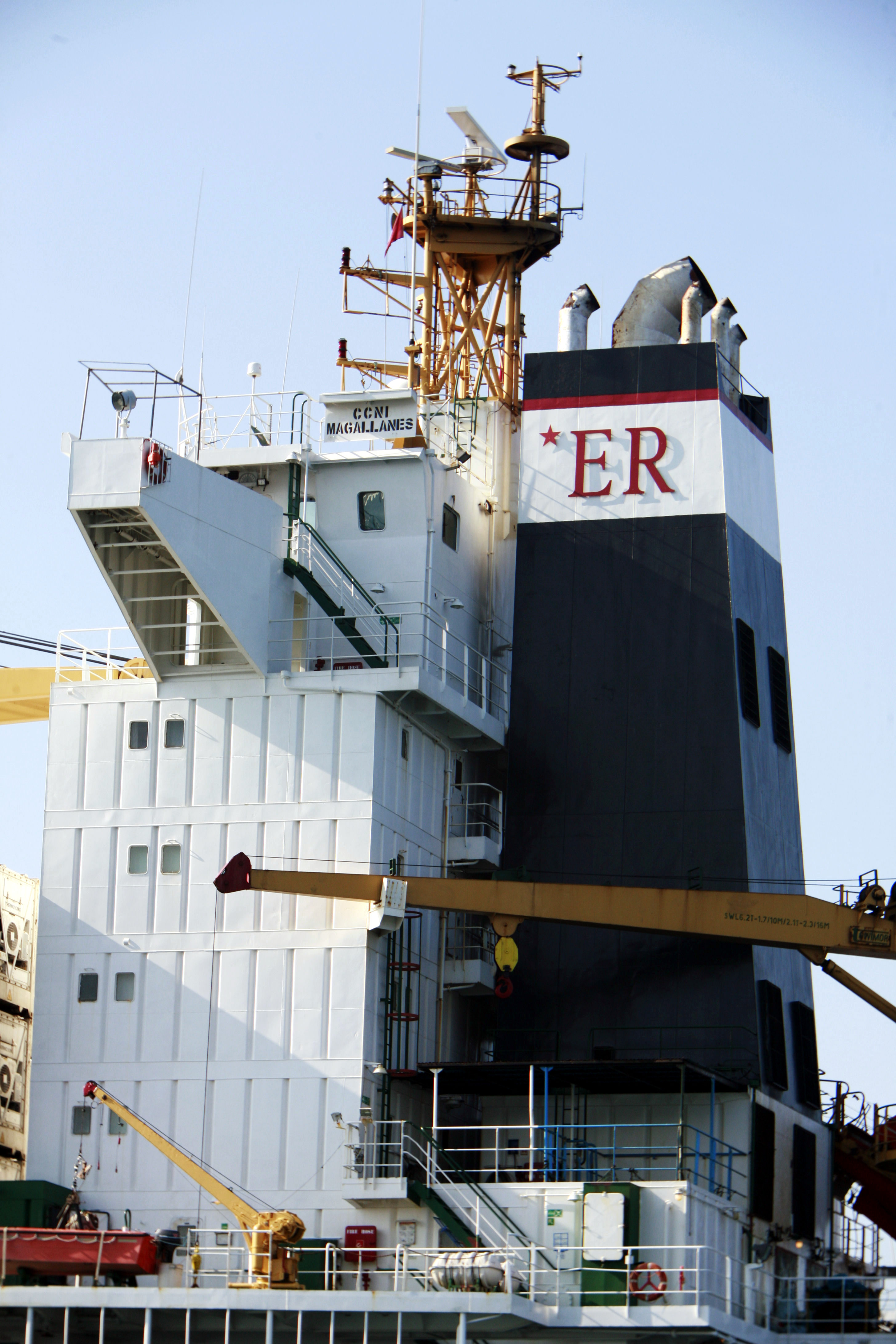
Russ-Schornsteinmarke des Frachtschiffes CCNI Magallanes

Die Ernst Russ Reederei wurde 1893 von Ernst Russ mit Sitz Hamburg gegründet. Die Kontorflagge der Reederei zeigt vor den Initialen „ER“ einen Stern, der auf einen Ausspruch der Ehefrau des Unternehmensgründers, Martha Russ zurückgeht, wonach ein Stern die Wege des Unternehmens leiten möge.
2014 beschäftigte das Unternehmen durchschnittlich 15 Angestellte (exklusive angeheuerte Schiffsbesatzungen) und wies eine Bilanzsumme von 8,5 Mio. Euro aus.
Im April 2016 wurde sie von HCI Capital übernommen, die später in Ernst Russ AG umfirmierte.

## Geschichte und Flotte

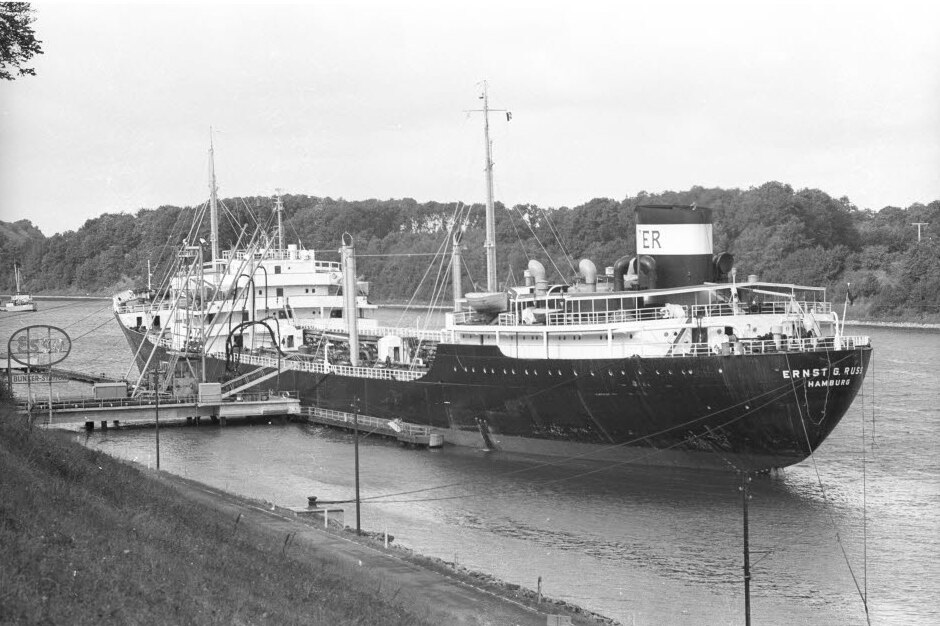
Der Tanker Ernst G. Russ an der ESSO-Station Projensdorf, Nord-Ostsee-Kanal, 1966

1892 erwarb die Reederei als erstes Schiff den Dampfer Falke, der 1866 als Frachtsegler gebaut wurde und 1874 eine Verbunddampfmaschine erhielt, 1893 ging das Schiff unter. 1899 erwarb die Reederei mit dem 1870 gebauten Dampfschiff Secunda ihren 2. Frachtdampfer.
Nach der Eröffnung des Nord-Ostsee-Kanals 1895 etablierte der Reeder mit seinen Schiffen einen Liniendienst zwischen Hamburg und den Städten in Finnland und Russland, insbesondere Turku, Helsinki, Kotka, Vyborg und St. Petersburg.
Das 1899 erworbene Dampfschiff benannte der Reeder nach seiner Ehefrau Martha Russ, das 64 Jahre im Einsatz war, davon 21 Jahre unter der Reedereiflagge Russ. Der 1904 erworbene Dampfer, die Johannes Russ ging 1915 in den Kriegswirren verloren. Es folgten zwei kleinere Dampfer, die Christian Russ und Helen Russ, die 50 Jahre im Dienst der Reederei standen. 1910 havarierte die Margarete Russ auf einer Atlantikfahrt zum Bestimmungshafen Amsterdam.
Bis zum Ersten Weltkrieg zählte die Reedereiflotte 16 Schiffe, die auf der Nord- und Ostsee und in der Nord- und Südatlantikfahrt im Einsatz waren. 10 Schiffe gingen im Krieg verloren. 
1926 heiratete Paul Lorenz-Meyer Tilly Russ, das einzige Kind des Reederes und wurde Teilhaber der Reederei. Mit dem neuen Teilhaber wurden die neuen Schiffsnamen an der Endung Russ mit Initialen L-M versehen (wie Ernst L.-M. Russ, 1937 gebaut von der Flensburger Schiffbau-Gesellschaft, 2957 BRT, 2000 PS).
1939 bestand die Flotte wieder aus 39 Schiffen, von denen 13 im Zweiten Weltkrieg  verloren gingen und 20 an die Alliierten ausgeliefert wurden.
Nach dem Krieg baute Ernst Russ sein Unternehmen zum dritten Mal auf. Nach der Handelsfreigabe durch die Alliierten in Deutschland wurde 1951 die Reedereiflotte um 11 Schiffe aufgestockt. 1953 kam der 18.300 Tonnen Tanker, die Ernst G. Russ zur Flotte hinzu, das damals größte deutsche Handelsschiff, erbaut auf der Deutschen Werft in Finkenwerder. Als Ernst Russ 1957 mit fast 90 Jahren starb, hinterließ er eine Flotte von 21 Schiffen.
Zwischen 1953 und 1957 ließ die Reederei 6 Frachtschiffen der Bauserie Bleichen auf der Werft Nobiskrug in Rendsburg bauen:
| Baujahr | Name         | BRT  | L.ü.A. | Breite | Motor        | Leistung/PS |
| ------- | ------------ | ---- | ------ | ------ | ------------ | ----------- |
| 1953    | Gisela Russ  | 1329 | 90,2   | 12,35  | 9 Zyl. MaK   | 1575        |
| 1953    | Ilse Russ    | 1330 | 90,2   | 12,35  | 9 Zyl. MaK   | 1575        |
| 1954    | Botilla Russ | 962  | 76,5   | 11,37  | 8 Zyl. MaK   | 1500        |
| 1954    | Theresa Russ | 962  | 76,4   | 11,37  | 8 Zyl. Deutz | 1500        |
| 1957    | Nanni Russ   | 1373 | 93,4   | 12,35  | 6 Zyl. Deutz | 1500        |
| 1957    | Helga Russ   | 1373 | 93,4   | 12,35  | 6 Zyl. Deutz | 1500        |

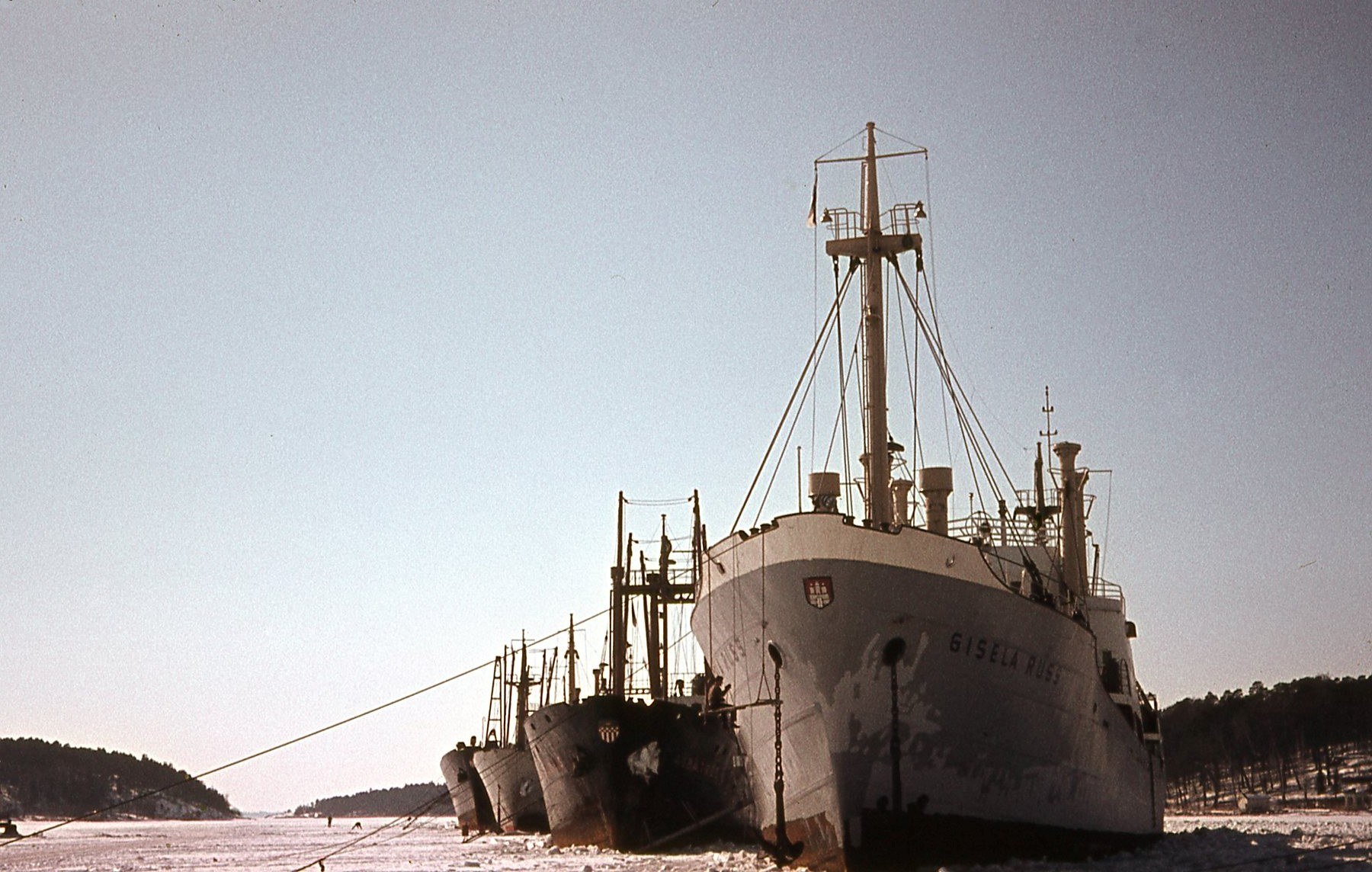
MS Gisela Russ 1963 auf Reede vor Turku

1960 tritt der Enkel des verstorbenen Reeders, Ernst-Roland Lorenz-Mayer in das Unternehmen ein. Ein Jahr später stirbt sein Vater Paul Lorenz-Meyer. 1968 erwirbt das Unternehmen die zweite Ernst G. Russ, mit 99.500 Tonnen ist es wieder das Flaggschiff der Reederei. 1969 wird die Paula Howaldt Russ von der Bremer Vulkan Werft gebaut.
1971 ergänzen zwei 140.000 Tonnen Trockenfrachtschiffe die Flotte. Mit der Schifffahrtskrise in den 1980er Jahren schrumpft die Reedereiflotte auf ein Minimum. 1990 wurde nach 19 Jahren wieder die Flotte um den Papierfrachter, die Martha Russ erweitert. 1993 übernimmt der Urenkel des Gründers, Robert Lorenz-Meyer das Unternehmen.
Containerschiffe der Reederei
| Baujahr | Name           | BRT    | L.ü.A. | Breite | Leistung/PS | Werft               |
| ------- | -------------- | ------ | ------ | ------ | ----------- | ------------------- |
| 1994    | Christian Russ | 7.167  | 134    | 19,7   | 6.933       | Galatz, Rumänien    |
| 1996    | Helene Russ    | 16.800 | 184    | 25,3   | 18.109      | Szczecinska, Polen  |
| 1996    | Sofia Russ     | 16.800 | 184    | 25,3   | 18.109      | Szczecinska         |
| 1998    | Antje Russ     | 5.056  | 119    | 18,2   | 7.831       | Sietas, Deutschland |
| 2006    | Johanna Russ   | 9.956  | 148    | 23,3   | 13,228      | Jiangdong, China    |
| 2006    | Marta Russ     | 9.956  | 148    | 23,3   | 13,228      | Jiangdong           |

RoRo-Schiffe der Reederei
| Baujahr | Name           | BRT    | L.ü.A. | Breite | Leistung/PS | Werft  |
| ------- | -------------- | ------ | ------ | ------ | ----------- | ------ |
| 1999    | Caroline Russ  | 10.488 | 153,5  | 20,6   | 21.210      | Sietas |
| 1999    | Elisabeth Russ | 10.471 | 153,5  | 20,6   | 17.130      | Sietas |
| 1999    | Friedrich Russ | 10.471 | 153,5  | 20,6   | 17.130      | Sietas |
| 2000    | Louise Russ    | 18.265 | 174,00 | 25,4   | 22.840      | Sietas |
| 1999    | Pauline Russ   | 10.488 | 153,5  | 20,6   | 21.210      | Sietas |

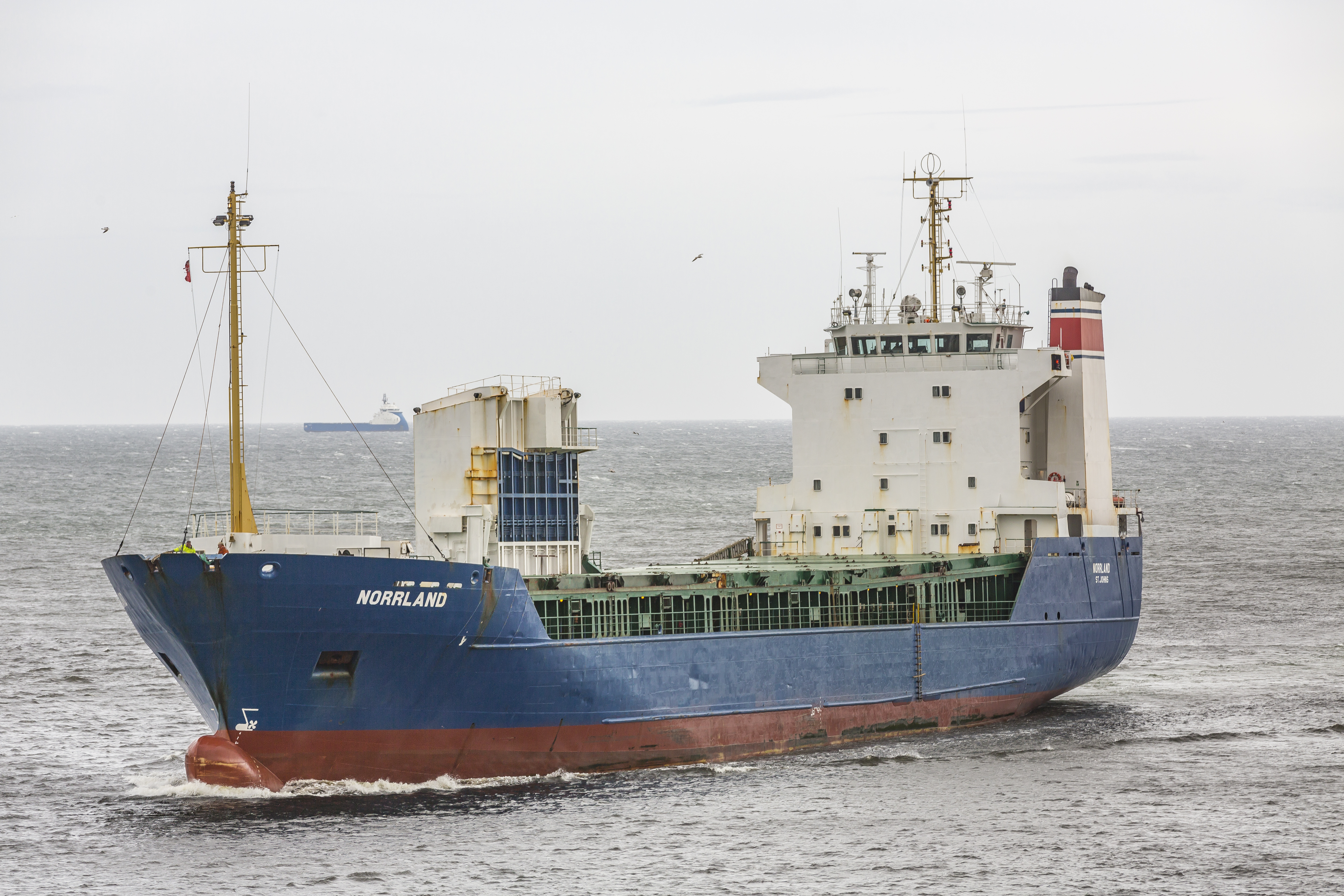
Norrland (ehemals Martha Russ)

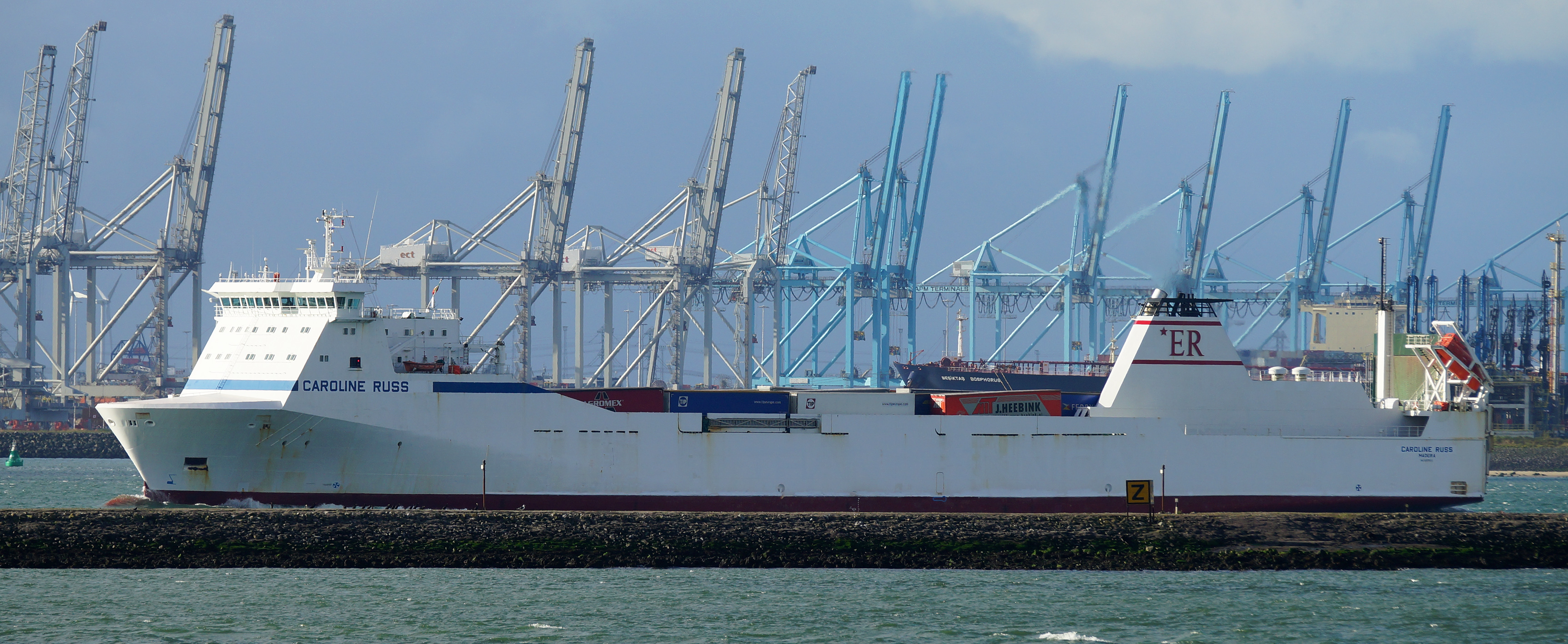
StoRo-Schiff Caroline Russ

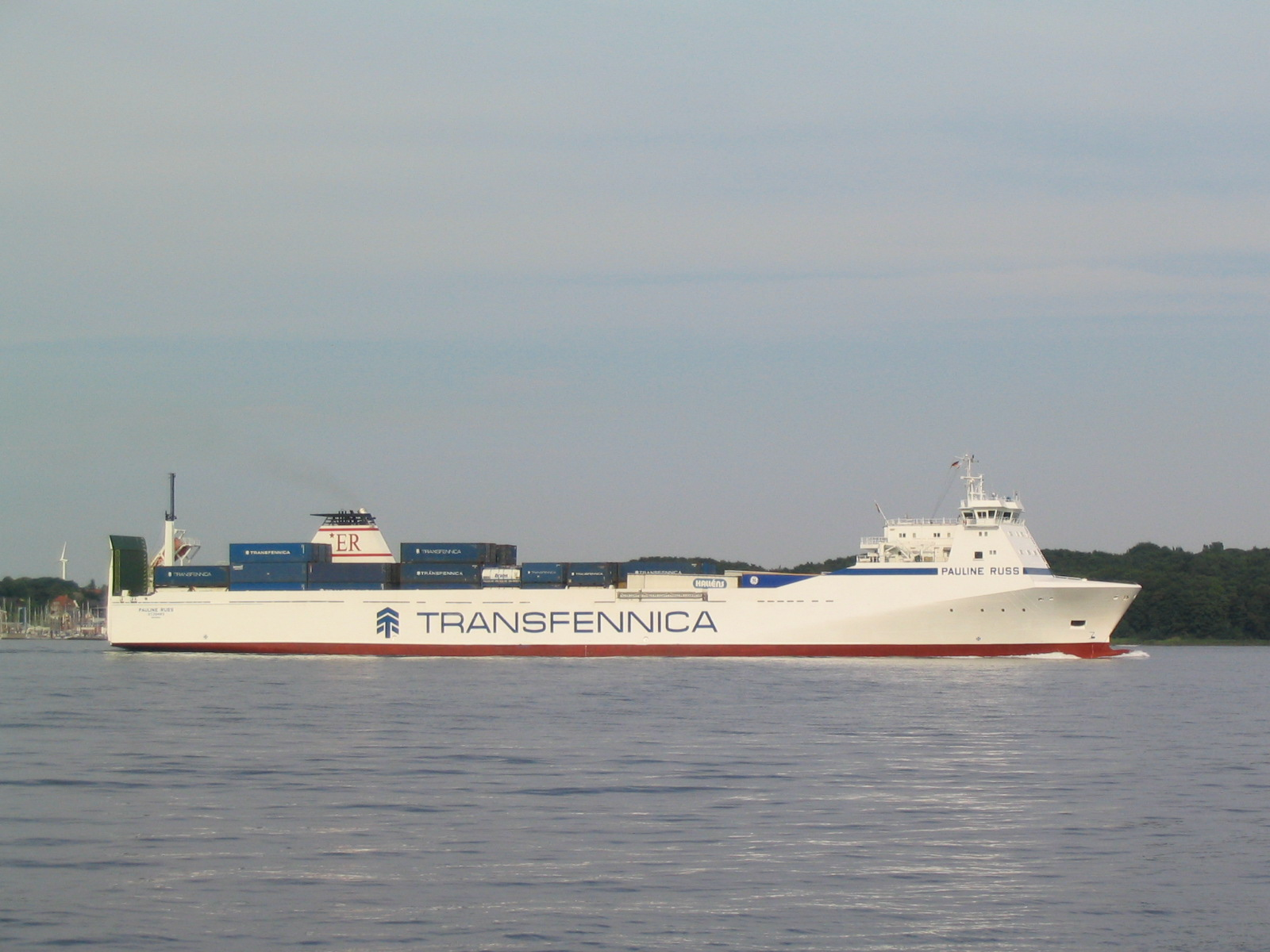
Die Pauline Russ, Kieler Förde, 2005

Das bislang familiengeführte Unternehmen – mit einer Flotte von sieben Container- und vier RoRo-Schiffen – wurde im April 2016 vom Emissionshaus HCI Capital übernommen. Durch den Erwerb der Ernst Russ Reederei verfügt HCI über rund 40 Schiffe im aktiven Management. Mit Eintragung vom 3. Mai 2016 firmierte die Reederei von Ernst Russ GmbH & Co. KG zu Ernst Russ Reederei GmbH & Co. KG um. Im Juni 2016 beschloss HCI Capital, die zuvor auch das Emissionshaus König & Cie. übernommen hatten, die Umfirmierung von HCI Capital AG in Ernst Russ AG und vollzog diese mit Wirkung vom 25. Juli 2016.

### Ernst Russ AG
Die Flottenliste der Ernst Russ AG zählt (Stand: Juni 2025) 26 Schiffe (Container-, Massengut- und Mehrzweck-Schiffe).